# Daniela Merklinger
Daniela Merklinger (* 1978) ist eine deutsche Pädagogin und Hochschullehrerin.

## Leben
Nach dem Ersten (2002) und Zweiten Staatsexamen (2004) an der Universität Hamburg war Merklinger bis 2007 als Lehrerin an einer Hamburger Grundschule tätig. Von 2007 bis 2011 war sie wissenschaftliche Mitarbeiterin im Arbeitsbereich „Didaktik der deutschen Sprache und Literatur“ an der Universität Hamburg. 2010 erfolgte dort die Promotion. Von 2011 bis 2019 war Merklinger Professorin für Grundschulpädagogik mit dem Schwerpunkt Sprachbildung an der Universität Koblenz-Landau am Campus Koblenz. Seit dem Wintersemester 2019 ist Merklinger Professorin für Deutschdidaktik mit dem Schwerpunkt sprachliches und literarisches Lernen an der PH Ludwigsburg. Von 2013 bis 2017 war Merklinger Mitherausgeberin der Fachzeitschrift Grundschule Deutsch.

## Schriften (Auswahl)
- mit Christoph Jantzen (Hrsg.): Lesen und Schreiben. Lernerperspektiven und Könnenserfahrungen, Fillibach Verlag, Freiburg im Breisgau 2010, ISBN 978-3-931240-59-2.
- Frühe Zugänge zur Schriftlichkeit. Eine explorative Studie zum Diktieren (Zugl.: Hamburg, Univ., Diss., 2010), Fillibach Verlag, Freiburg im Breisgau 2011, ISBN 978-3-931240-64-6.
- mit Mechthild Dehn und Lis Schüler: Texte und Kontexte. Schreiben als kulturelle Tätigkeit in der Grundschule, Klett Kallmeyer, Seelze 2011, ISBN 978-3-7800-1077-3.
- mit Petra Hüttis-Graff: Schreiben lernen durch Diktieren. Theoretische Grundlagen und Praxisbeispiele für Diktiersituationen, Cornelsen, Berlin 2012, ISBN 978-3-589-16244-4.
- mit Heike de Boer (Hrsg.): Grundschule im Kontext von Flucht und Migration, Verlag W. Kohlhammer, Stuttgart 2021, ISBN 978-3-17-037198-9.